# Dactylurina
Dactylurina är ett släkte av bin. Dactylurina ingår i familjen långtungebin.

## Artförteckning
Ingående arter enligt Catalogue of Life:
- Dactylurina schmidti
- Dactylurina staudingeri

## Beskrivning
Släktets två arter är små, slanka, svarta bin med en bakkropp som är sammanpressad från sidorna. Arbetarna blir mellan 5 och 7 mm långa.

## Ekologi
Släktet Dactylurina tillhör de gaddlösa bina, ett tribus (Meliponini) av sociala bin som saknar fungerande gadd. De har dock kraftiga käkar, och kan bitas ordentligt. Till skillnad från andra afrikanska gaddlösa bin, bygger detta släkte ett bo med en lodrät, exponerad vaxkaka hängande från trädgrenar.

## Utbredning
Släktet finns endast i tropiska Afrika, i länderna kring ekvatorn.